# NGC 6253
NGC 6253 est un très vieil amas ouvert découvert par l'astronome écossais James Dunlop en 1826.
Selon la classification des amas ouverts de Robert Trumpler, cet amas renferme entre 50 et 100 étoiles (lettre m) dont la concentration est forte (I) et dont les magnitudes se répartissent sur un grand intervalle (le chiffre 1). Toutefois, selon le catalogue Lynga, l'amas renferme également entre 50 et 100 étoiles, mais dont la concentration est moyenne (II) et dont les magnitudes se répartissent sur un petit intervalle (1). Cependant, Lynga indique que l'amas renferme 30 membres. Cette contradiction entre la classification et le nombre de membres n'est pas rare dans le catalogue Lynga., 

## Observation
Avec une magnitude visuelle de 10,2, on peut observer l'amas avec des jumelles dont l'ouverture est de 80 mm ou avec un petit télescope.

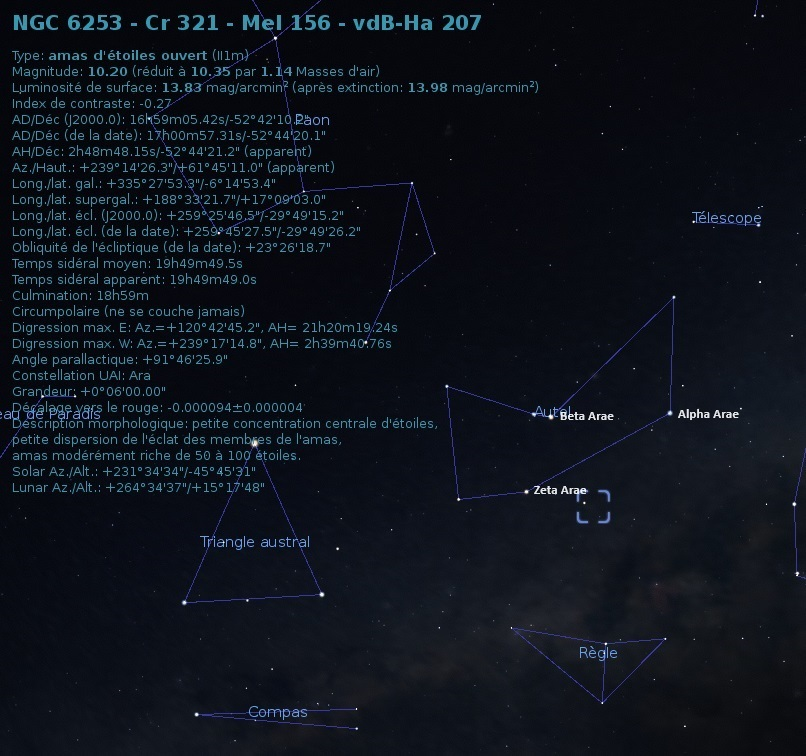
Localisation de NGC 6253 dans la constellation de l'Autel. (Stellarium)

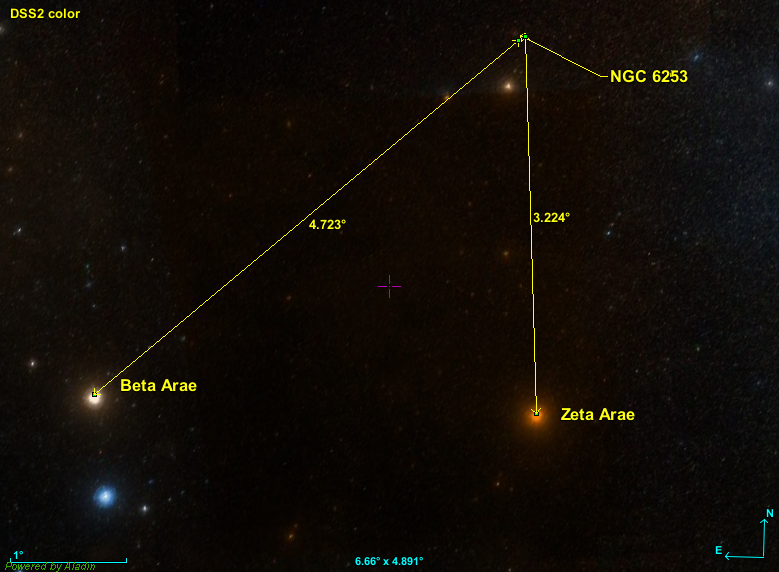
Position de NGC 6253 par rapport à deux étoiles.

NGC 6253 est situé à environ 3,2 degrés presque directement au nord de l'étoile Zeta Arae et à environ 4,7 degrés au nord-ouest de Beta Arae.

## Caractéristiques
Certaines caractéristiques apparaissent sur la base de données Simbad, mais une publication très récente (2023) basée sur les mesures de la parallaxe par le satellite Gaia a permis une mise à jour importante des données. Les données du « GAIA EARLY DATA RELEASE 3 (GAIA EDR3) » ont également permis aux auteurs (Almeida, Monteiro et Dias) de cette publication d'estimer la masse de 773 amas ouverts, dont celle de NGC 6253 qui est de 2861 ± 572 {\displaystyle M_{\odot }}.

### Distance, taille et vitesse
Selon Almeida, Monteiro et Wilton, cet amas est à 1 594 ± 23 pc du système solaire.
La parallaxe moyenne des étoiles de l'amas a été obtenue des mesures effectuées par le satellite Gaia. Cinq valeurs différentes publiées dans de récents articles (2018 à 2021) sont indiquées sur la base de données Simbad : 0,564 ± 0,042 mas, 0,591 ± 0,033 mas, 0,599 ± 0,054 mas, 0,563 ± 0,051 mas, et 0,563 ± 0,003 mas. La valeur moyenne de la parallaxe est égale à 0,412 5 ± 0,036 25 mas, ce qui correspond à une distance de 1 761 +68
−63 pc. Cette distance est compatible quoiqu'un peu supérieure à celle proposée par Almeida et ses collègues.
Selon les sources, la taille apparente de l'amas 4′, ou 6′ (5 ± 1') ce qui, compte tenu de la distance de 1 594 ± 23 pc et grâce à un calcul simple, équivaut à une taille réelle de 7,6 ± 1,6 al.
Quatre vitesses semblables sont aussi indiquées sur la base de données Simbad: −28,48 ± 0,19 km/s −29,2 ± 0,9 km/s, −27,932 ± 0,682 km/s et −27,97 ± 0,27 km/s. La vitesse moyenne de cet échantillon est de −28,4 ± 0,6 km/s.

### Métallicité
Simbad rapporte six valeurs de la métallicité provenant d'articles publiés entre 2014 et 2021 : 0,36, 0,258, 0,33, 0,301, 0,34 et 0,34 pour une valeur moyenne de 0,321 5 ± 0,036 6 km/s. Selon cette valeur, le pourcentage d'éléments lourds (plus lourds que l'hydrogène et l'hélium) de cet amas serait compris entre 193% (100,3215 - 0,0366) et 228% ((100,3215 + 0,0366) de celui du Soleil.
Selon Almeida et ses collègues, la métallicité de l'amas est beaucoup moins élevée, soit 0,036 ± 0,055. Selon cette valeur, le pourcentage d'éléments lourds (plus lourds que l'hydrogène et l'hélium) de cet amas serait compris entre 96% et 123% (100,036 ± 0,055) de celui du Soleil.

### Âge
Webda et Lynga indiquent un âge de 5,0 milliards d'années (log10=9,70),, une valeur supérieure aux 3,35 milliards d'années proposées par Almeida et ses collègues.

## Étoiles
L'instrument FLAMES (Fibre Large Array Multi-Element Spectrograph) installé sur le Très Grand Télescope de l'ESO a été utilisé pour analyser le mouvement de 317 étoiles situées dans le voisinage de NGC 6253. De par leur distance, leur vitesse et leur mouvement propre, 59 étoiles ont été confirmées comme membres de l'amas. L'étude a permis de détecter 45 étoiles variables, dont 25 situées dans NGC 6253. De ces 25 étoiles variables, 12 sont probablement des binaires à contact.
Des tentatives de recherche d'exoplanètes dans cet amas à l'aide du Très Grand Télescope ont été proposées en 2011 par M. Montello et ses collègues.
Selon un article publié en 2022 basé sur les données recueillies par les relevés du satellite Gaia et de l'ESO, le nombre d'étoiles dont la probabilité d'appartenir à l'amas est supérieure à 0,9 se situe entre 154 et 162.
NGC 6253 renferme au moins 27 étoiles traînardes bleues.
Simbad montre aussi un bouton nommé Children. En cliquant sur ce bouton, on atteint une section de cette base de données qui renferme un tableau contenant 3422 entrées pour NGC 6253. Cependant, des étoiles (les Children) peuvent apparaître plusieurs fois dans la deuxième colonne du tableau, d'où le nombre de liens bibliographiques qui est supérieure au nombre d'étoiles. La quatrième colonne de ce tableau indique la probabilité que l'étoile appartienne à l'amas. En cliquant sur le titre de cette colonne, on peut classer la probabilité par ordre croissant ou décroissant. En cliquant sur la désignation de l'étoile, on atteint la page de Simbad qui résume ses propriétés.